# Oceanapia aberrans
Oceanapia aberrans är en svampdjursart som först beskrevs av Arthur Dendy 1924.  Oceanapia aberrans ingår i släktet Oceanapia och familjen Phloeodictyidae. Inga underarter finns listade i Catalogue of Life.